# 19533 Ґаррісон
19533 Ґаррісон (19533 Garrison) — астероїд головного поясу, відкритий 7 квітня 1999 року.
Тіссеранів параметр щодо Юпітера — 3,640.